# Parkfeld (Wohnsiedlung in Wiesbaden)

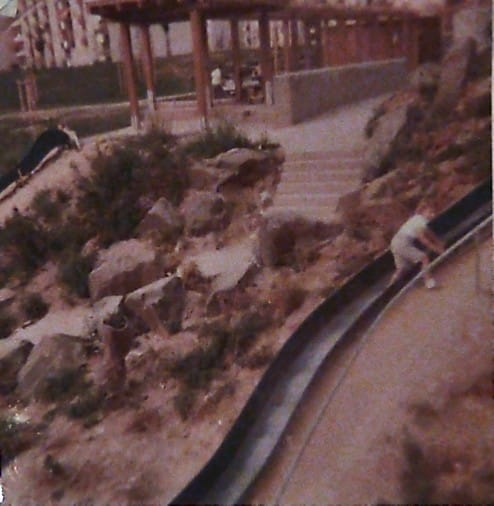
Abenteuerspielplatz Parkfeld in den 1970er Jahren

Die Wohnsiedlung Parkfeld liegt im südlichen Teil von Wiesbaden und gehört zum Ortsbezirk Biebrich. Sie grenzt direkt an den Biebricher Schlosspark an. Der Baubeginn war in den frühen 1970er Jahren.

## Entstehung und Geschichte
Aufgrund der starken Zunahme der Bevölkerung, wurden neue Wohnbezirke an den Stadträndern Wiesbadens geplant. Für die Planung der Wohnsiedlung Parkfeld, wurde von der Stadt ein Wettbewerb im Jahr 1959 ausgeschrieben. Es wurden 45 Entwürfe eingereicht. Durchsetzen konnte sich einstimmig der Architekt und Stadtplaner Ernst May.  Ernst May bereits durch die Planung der Wohnstadt „Am Limes“ in Schwalbach am Taunus bekannt geworden und einer der bekanntesten Städteplaner dieser Zeit. Nachdem May den Zuschlag bekommen hatte, wurde er rasch zum Planungsbeauftragten der Stadt Wiesbaden ernannt. Seine Pläne für die Stadt veröffentlichte er 1963 unter dem Titel „Das neue Wiesbaden: Städtebau ist kein Zustand, sondern ein Vorgang!“. Der Bau der Siedlung begann, nach schwierigen Grundstücksverhandlungen, zu Beginn der 1970er Jahre. Der Bebauungsplan änderte sich bis zum Baubeginn nur noch gering. Die Größe der geplanten neuen Wohnsiedlung umfasste etwa 31,8 Hektar.

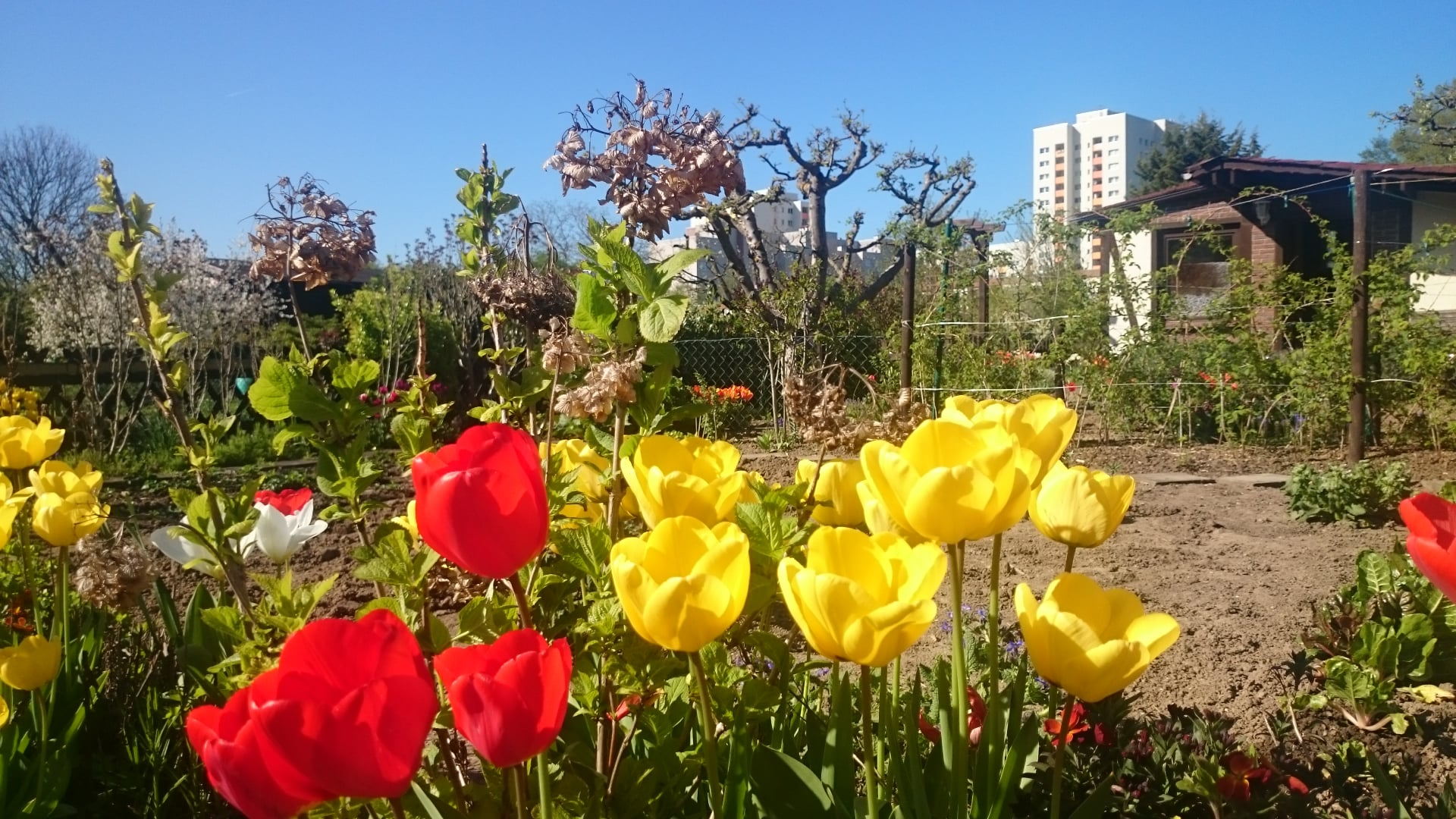
Blick aus dem Kleingartenverein in Richtung nördliches Parkfeld

Die Bebauung war eine Vermischung von Mehrfamilienhausblöcken, Reihenhäusern, Einfamilienhäusern und dem Stil der klassischen Plattenbauten. Die Architekturlandschaft durch unterschiedliche Höhen und Zuordnungen waren bewusst bei der Planung einbezogen worden. Die Wohndichte steigerte sich von dem südlichen in den nördlichen Teil des Parkfelds, was daran lag, dass im nördlichen Teil vermehrt Mehrfamilienhäuser und Hochhäuser entstanden und im südlichen Teil mehr Einfamilienhäuser die Gegend prägten. Die unterschiedlichen Wohntypen sollten zudem der Durchmischung der Bevölkerungsstruktur dienen. Ein weiteres Merkmal sind drei parallel von West nach Ost verlaufende Straßen, die nahezu gleich gestaltet worden sind. Es entstand dazu ein Versorgungszentrum im Bereich der Hochhausbauten. Hierbei wurde eine Apotheke eröffnet, verschiedene Einkaufsmöglichkeiten, eine Speisegaststätte, eine Bäckerei und eine Volksbank waren zeitweise im Parkfeld zu finden.
1971 wurde die Otto-Stückrath-Grundschule eröffnet und eine Kirche in der Mitte der Siedlung erbaut.
Ein Merkmal der neuen Wohnsiedlung war die außergewöhnliche Begrünung. Diese entstand durch den direkt angrenzenden Schlosspark, der auch als Naherholungsgebiet bezeichnet wird, den großzügig angelegten Abenteuerspielplatz im nördlichen Teil und einer Schrebergartenanlage in der Mitte der Siedlung.

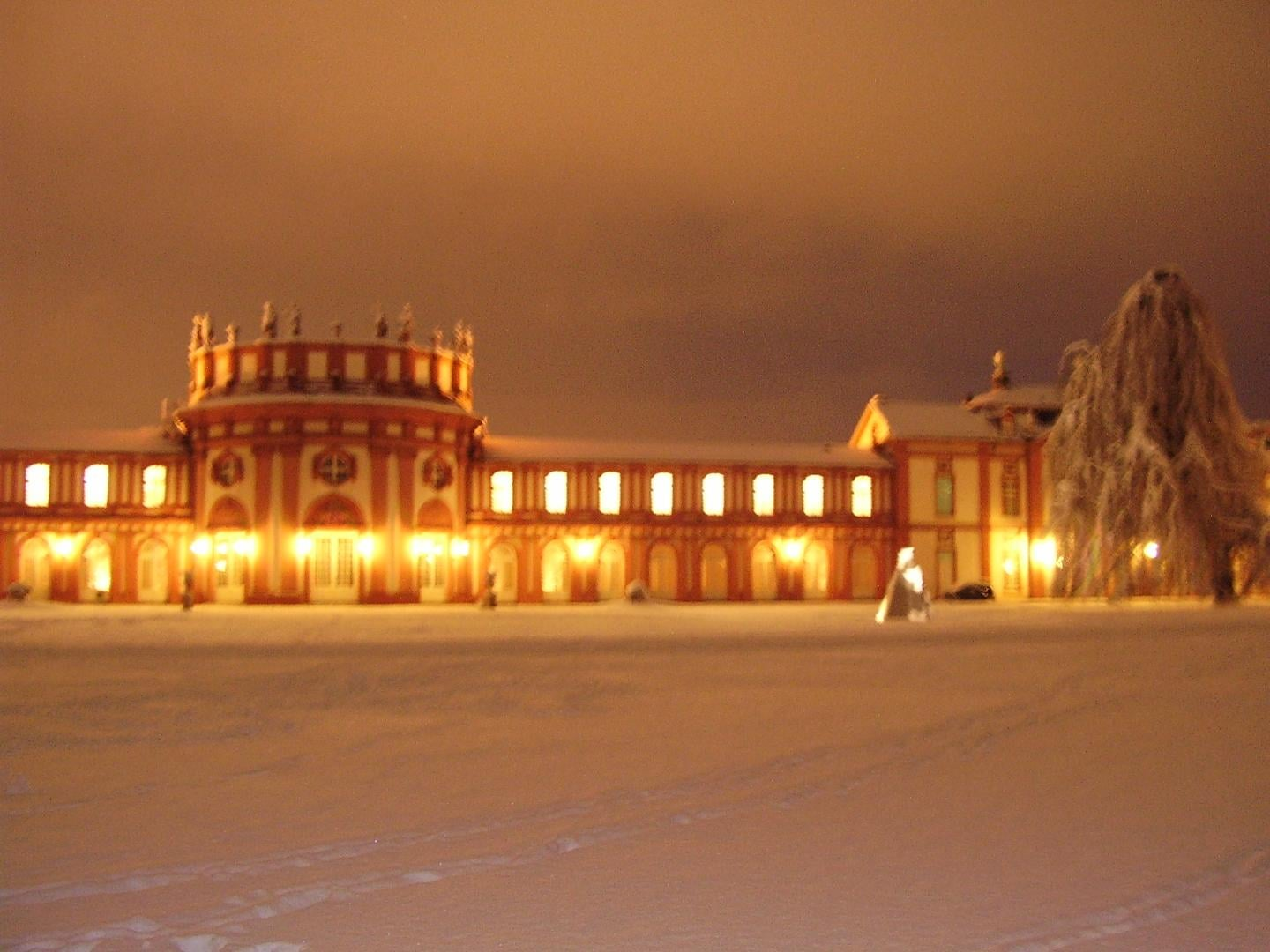
Schlosspark Biebrich im Winter

Aktuell werden auf einer ehemaligen Erwerbsgartenbaubetriebsanlage weitere Wohnungen und Häuser in der Mitte der Wohnsiedlung errichtet. Der Bereich umfasst eine Fläche von etwa 2,5 Hektar.

## Verkehr und Lage
Die Verkehrslage war schon bei der Planung ein wichtiger Aspekt. Sie wurde von den Planern als sehr positiv angesehen. Die Nähe zu Gewerbe- und Industriegebieten, eine nahegelegene Anbindung an die Bundesautobahn 66, bei Verlassen der Siedlung die direkte Verbindung zu Hauptverkehrsadern, der Rheingaustraße auf der südlichen Seite und nördlich der Äppelallee. Eine städtische Buslinie verkehrt in kurzen regelmäßigen Abständen durch das Parkfeld, wo insgesamt drei Bushaltestellen eingerichtet worden sind. Eine Anbindung an den Schienenverkehr ist auch unweit des Parkfeldes gegeben. Der Bahnhof Wiesbaden-Biebrich ist nur wenige Gehminuten entfernt.

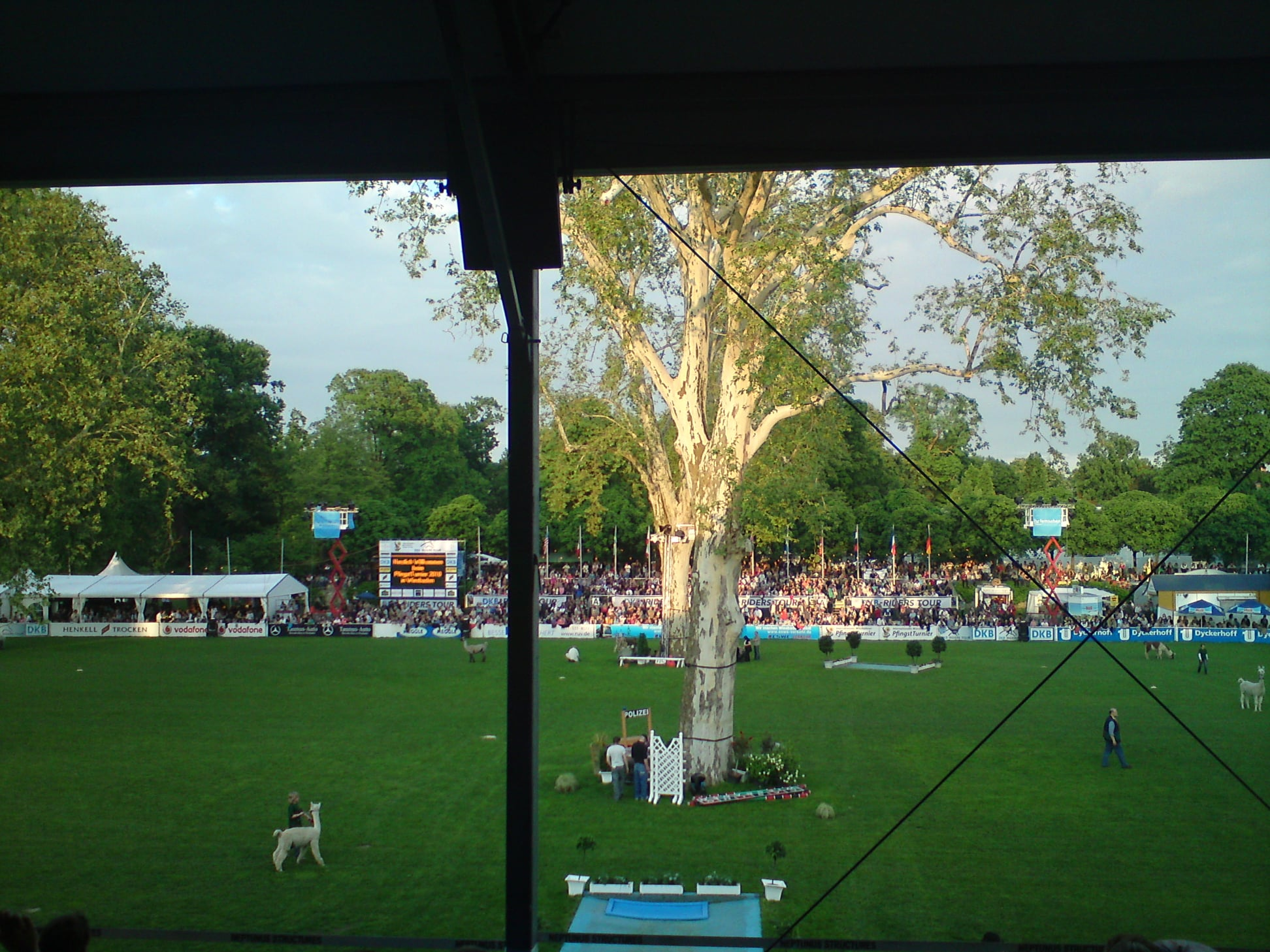
Wiesbadener Pferdenacht im Schlosspark

## Sonstiges/Wissenswertes
- Jährlich findet unter der Organisation der Kulturinitiative Parkfeld ein Kulturfest im Sommer statt. Besonderes Merkmal dieser Veranstaltung ist, dass jedes Jahr ein Themenland benannt wird und das Fest auf deren Kultur und Lebensweise ausgerichtet wird. Es findet stets im Wendehammer des Paracelsusweges statt.[4]
- An jedem Pfingstwochenende, findet im Schlosspark Biebrich das Internationale Pfingstturnier Wiesbaden statt. Dieses zählt zu den größten jährlichen Veranstaltungen der Stadt Wiesbaden. Etwa 60.000 Besucher feiern jedes Jahr den Reitsport im Schlosspark.[5]
- Von einigen Vereinen aus Biebrich wird jedes Jahr im Spätsommer im nördlichen Schlosspark an der Mosburg das Mosburgfest organisiert und gefeiert.[6]
- Der KGV (Kleingartenverein) Parkfeld-Biebrich e. V. betreibt die Schrebergartenanlage und bietet 60 Gärten für Hobbygärtner aus der Stadt an.[7]
- Jeden dritten Samstag im Monat wird von der Stadt Wiesbaden an der Straße Am Parkfeld ein Flohmarkt ausgerichtet.[8]
- Seit 2017 findet jährlich im Spätsommer, in der Orangerie im Biebricher Schlosspark, die Biogartenmesse statt.[9] Dort steht die naturverbundene Gartenkultur im Mittelpunkt.